# ماكس بيركيس
ماكس بيركيس (بالإنجليزية: Max Pirkis)‏ هو ممثل إنجليزي ولد في يوم 6 يناير 1989 في لندن، بدأ التمثيل في سنة 2003، مثل في الربان والقائد: الجانب البعيد عن الوطن في سنة 2004، أشتهر بتمثيل دور أغسطس قيصر في مسلسل روما.

## روابط خارجية
- ماكس بيركيس على موقع IMDb (الإنجليزية)
- ماكس بيركيس على موقع ألو سيني (الفرنسية)
- ماكس بيركيس على موقع أول موفي (الإنجليزية)
- ماكس بيركيس على موقع قاعدة بيانات الفيلم (الإنجليزية)
- ماكس بيركيس على موقع كينوبويسك (الروسية)